# Pierre-Victor Léger
Pour les articles homonymes, voir Pierre Léger et Léger.
Pierre-Victor Léger, né le 12 août 1882 à Vichy (Allier) et mort le 8 juillet 1950, est un pharmacien et homme politique français. Il fut maire de Vichy de 1929 à 1944 et de 1949 à 1950.

## Biographie
Après avoir fait des études de pharmacie à Paris, Pierre-Victor Léger s'installe à Vichy, sa ville d'origine. Sa pharmacie est alors établie à l'angle du boulevard de Russie et de l'avenue Aristide-Briand, à proximité du débouché du pont de Bellerive.
Radical-socialiste, il est adjoint au maire de Vichy dans les années 1920, la ville est alors une station thermale internationalement renommée. Il est élu conseiller général de l'Allier (canton de Vichy) en 1928, succédant au socialiste Gaston Vidal qui ne se représentait pas, et l'année suivante, le 19 mai 1929 est élu maire de Vichy —  battant le maire sortant Louis Lasteyras qui était maire depuis 21 ans — et sera réélu en 1935. Il mène une politique ambitieuse qui présage celle de son successeur, Pierre Coulon : création de la gare d’autobus sise place de la Poste, construction d'une nouvelle poste, déplacement du marché couvert au Catalpa, construction d’une usine de purification des eaux usées, extension du réseau d’égouts, construction d’un stade municipal, le stade Darragon avec un vélodrome (1932), construction d’un immeuble place de l’Hôtel-de-Ville pour accueillir la perception, la recette municipale, le poste des pompiers et la salle des fêtes, aménagement de l’aéroport de la Rhue, remplacement du pont de Bellerive par un pont plus large (1932), alors l'unique pont de Vichy traversant l'Allier. 
Il préside l’Association nationale des maires et délégués des chambres d’industrie, des stations thermales, climatiques et touristiques de France. 
Son mandat est prorogé en 1941 par l’État français qui s'est installé alors dans la station thermale. Mais Pierre-Victor Léger est secrètement membre d'un réseau de résistance, le réseau Mithridate, spécialisé dans le renseignement et qui lui aurait demandé de rester en poste. Selon la biographie qu'a écrite sa petite-fille, Monique Blanquet-Léger, il aurait aussi,  avec l'aide d'un agent municipal, fait fabriquer des faux papiers dans les sous-sols de la mairie et caché des juifs. 
Pierre-Victor Léger est destitué le 30 août 1944 peu après la libération de la ville, par le Comité national de la Libération et remplacé par le socialiste Jean Barbier, nommé par le Commissaire régional de la République (celui-ci sera remplacé par Louis Moinard, 8 mois plus tard, élu lors des élections municipales). Mais Pierre-Victor Léger continue de représenter le canton de Vichy au Conseil général de l'Allier. Il est réélu conseiller municipal en 1947 (sa liste obtient neuf élus dont Pierre Coulon) et il est élu maire en 1949 (au bénéfice de l’âge), face à Louis Moinard qui avait choisi de remettre son mandat en jeu, à la suite de sa défaite aux cantonales face à Pierre-Victor Léger. Il le reste jusqu'à sa mort l'année suivante, à 67 ans, le 8 juillet 1950. Il est enterré au cimetière des Bartins (carré 8), à Vichy. 
Une place de la ville porte son nom, située devant le Grand marché couvert. Le sculpteur Robert Mermet (1896-1988) a réalisé son buste.

## Mandats
- Conseiller municipal  de Vichy de 1919 à 1929 puis de 1947 à 1949.
- Adjoint au maire de Vichy de 1925 à 1929.
- Maire de Vichy de 1929 à août 1944 (destitué), puis du 10 avril 1949 jusqu’à son décès le 8 juillet 1950.
- Conseiller général du canton de Vichy, élu en 1928, réélu en 1934 jusqu’en 1940. Il est réélu de nouveau le 23 septembre 1945, puis le 27 mars 1949.
- Membre du Conseil départemental, créé par l’arrêté ministériel du 22 décembre 1941 pour remplacer le Conseil général de l'Allier.